# Кингсбъри
Окръг Кингсбъри (на английски: Kingsbury County) е окръг в щата Южна Дакота, Съединени американски щати. Площта му е 2237 km², а населението - 4952 души (2017). Административен център е град Де Смей.